# Björntjärnen (Arvidsjaurs socken, Lappland)
Björntjärnen är en sjö i Arvidsjaurs kommun i Lappland och ingår i Piteälvens huvudavrinningsområde. Sjön har en area på 0,0517 kvadratkilometer och ligger 408,3 meter över havet.

## Delavrinningsområde
Björntjärnen ingår i det delavrinningsområde (732380-167661) som SMHI kallar för Förgrening. Medelhöjden är 375 meter över havet och ytan är 43,76 kvadratkilometer. Det finns inga avrinningsområden uppströms utan avrinningsområdet är högsta punkten. Svanabäcken som avvattnar avrinningsområdet har biflödesordning 2, vilket innebär att vattnet flödar genom totalt 2 vattendrag innan det når havet efter 115 kilometer. Avrinningsområdet består mestadels av skog (81 procent) och sankmarker (11 procent). Avrinningsområdet har 0,55 kvadratkilometer vattenytor vilket ger det en sjöprocent på 1,3 procent.